# Parma Associazione Sportiva 1950-1951
Questa pagina raccoglie le informazioni riguardanti il Parma Associazione Sportiva nelle competizioni ufficiali della stagione 1950-1951.

## Stagione
Con 49 punti i ducali si sono piazzati al terzo posto a tre punti da una coppia che ha vinto il torneo.
Il Parma disputa un ottimo campionato ma non gli basta un finale di campionato travolgente, con 5 vittorie nelle ultime 6 partite, per recuperare lo svantaggio dal Marzotto Valdagno e dalla Marzoli Palazzolo. 
Sulla panchina dei crociati si sono alternati tre tecnici, Giovanni Mazzoni, Dante Boni e Alfredo Mattioli, per tentare la scalata alla Serie B, fallita a causa di tre sconfitte casalinghe con il Mantova, la Marzoli Palazzolo e l'Edera Trieste. 
Il miglior marcatore stagionale dei ducali è ancora William Bronzoni autore di 20 reti.

## Rosa
| N. |                   | Ruolo | Calciatore          |
| -- | ----------------- | ----- | ------------------- |
|    | Italia (bandiera) | P     | Giovanni Busani     |
|    | Italia (bandiera) | P     | Mario Mori          |
|    | Italia (bandiera) | D     | Bruno Armanini      |
|    | Italia (bandiera) | D     | Ivo Cocconi         |
|    | Italia (bandiera) | D     | Luigi Lorini        |
|    | Italia (bandiera) | D     | Giovanni Manfrinato |
|    | Italia (bandiera) | D     | Aldo Monardi        |
|    | Italia (bandiera) | D     | Raimondo Taucar     |
|    | Italia (bandiera) | C     | Francesco Berruti   |
|    | Italia (bandiera) | C     | Elios Bonzagni      |
|    | Italia (bandiera) | C     | Antonio Carnevali   |
|    | Italia (bandiera) | C     | Giovanni Giubellini |

| N. |                     | Ruolo | Calciatore           |
| -- | ------------------- | ----- | -------------------- |
|    | Italia (bandiera)   | C     | Giammartino Grisenti |
|    | Italia (bandiera)   | C     | Giorgio Marconi      |
|    | Italia (bandiera)   | C     | Renato Martini       |
|    | Italia (bandiera)   | C     | Gianni Molinari      |
|    | Italia (bandiera)   | C     | Renzo Sassi          |
|    | Italia (bandiera)   | A     | Roberto Aliani       |
|    | Italia (bandiera)   | A     | Luciano Bolzoni      |
|    | Italia (bandiera)   | A     | William Bronzoni     |
|    | Ungheria (bandiera) | A     | Ian Füzér            |
|    | Italia (bandiera)   | A     | Ugo Maestri          |
|    | Italia (bandiera)   | A     | Dino Sozzi           |
|    | Italia (bandiera)   | A     | Massimo Zecca        |

## Calciomercato

### Sessione estiva
| Arrivi      | Arrivi          | Arrivi             | Arrivi   |
| R.          | Nome            | da                 | Modalità |
| ----------- | --------------- | ------------------ | -------- |
| portiere    | Giovanni Busani | Mantova            |          |
| centravanti | Ian Füzér       | Savona             |          |
| ala         | Massimo Zecca   | Ferrovieri Bologna |          |

| Partenze    | Partenze           | Partenze       | Partenze |
| R.          | Nome               | a              | Modalità |
| ----------- | ------------------ | -------------- | -------- |
| mezzala     | Guido Gratton      | Vicenza        |          |
| ala         | Sergio Rampini     | Piacenza       |          |
| centravanti | Pasquale Sansolini | Sambenedettese |          |

## Risultati

### Serie C girone B

#### Girone di andata
| Arbitro: | Perego (Milano) |

|           |           |  |
| Fiore 56’ | Marcatori |  |

| Arbitro: | Coppa (Mariano Comense) |

|                        |           |                |
| Bronzoni 27’ Sozzi 47’ | Marcatori | 82’ Gasparetti |

| Arbitro: | Canavesio (Torino) |

|  |           |              |
|  | Marcatori | 67’ Bronzoni |

| Arbitro: | Greppi (Brescia) |

|                              |           |                          |
| Martini 27’ Bruna 71’ (aut.) | Marcatori | 1’ (aut.) Sassi 33’ Resi |

| Arbitro: | Occhinegro (Taranto) |

|                                  |           |            |
| Motta 14’ Zorgo 30’ Brunetti 36’ | Marcatori | 22’ Aliani |

| Arbitro: | Griggi (Brescia) |

|  |           |                     |
|  | Marcatori | 9’ Pavesi 42’ Mosca |

| Arbitro: | Matucci (Seregno) |

|                                       |           |             |
| Bartolomei 13’ Donda 45’ Giaccone 46’ | Marcatori | 14’ Bolzoni |

| Arbitro: | Menchini (Udine) |

|                   |           |          |
| Bronzoni 15’, 71’ | Marcatori | 28’ Abbà |

| Arbitro: | Sinico (Verona) |

|              |           |  |
| Svanetti 87’ | Marcatori |  |

| Arbitro: | Casati (Varese) |

|                                        |           |  |
| Monardi 35’, 73’ Martini 57’ Sozzi 65’ | Marcatori |  |

| Arbitro: | Pirali (Gallarate) |

|                |           |             |
| Pernigotti 77’ | Marcatori | 87’ Martini |

| Parma 10 dicembre 1950 12ª giornata | Parma                | 0 – 0 | Ponte San Pietro | Stadio Ennio Tardini\| Arbitro: \| Benedetti (Piombino) \| |
| Arbitro:                            | Benedetti (Piombino) |       |                  |                                                            |

| Arbitro: | Pignataro (Torino) |

|                                               |           |  |
| Pezzo 2’ (aut.) Martini 22’, 70’ Bronzoni 42’ | Marcatori |  |

| Arbitro: | Bilotti (Ravenna) |

|           |           |                            |
| Urbani 3’ | Marcatori | 16’ Martini 55’, 71’ Sozzi |

| Arbitro: | Zandri (Ancona) |

|                                    |           |  |
| Bronzoni 49’, 60’, 70’ Martini 75’ | Marcatori |  |

| Arbitro: | Jonni (Macerata) |

|                        |           |             |
| Jaksetic 38’, 50’, 71’ | Marcatori | 30’ Bolzoni |

| Arbitro: | Brassi (Pavia) |

|              |           |           |
| Bronzoni 25’ | Marcatori | 13’ Posar |

| Arbitro: | Anichini (Firenze) |

|           |           |                                 |
| Tonon 73’ | Marcatori | 7’ Bronzoni 29’ Füzér 85’ Sozzi |

| Arbitro: | Bernardi (Bologna) |

|  |           |              |
|  | Marcatori | 15’ Bronzoni |

#### Girone di ritorno
| Arbitro: | Griggi (Brescia) |

|                          |           |  |
| Bronzoni 44’ Berruti 81’ | Marcatori |  |

| Arbitro: | De Leo (Mestre) |

|  |           |                                                |
|  | Marcatori | 9’, 67’ Sozzi 31’, 76’ Füzér 46’, 60’ Bronzoni |

| Arbitro: | Carpani (Milano) |

|                         |           |                |
| Martini 12’ Berruti 65’ | Marcatori | 88’ Bonistalli |

| Arbitro: | Stevano (Vercelli) |

|                            |           |  |
| Simoncello 6’ Posenato 35’ | Marcatori |  |

| Arbitro: | Menicagli (Livorno) |

|              |           |  |
| Bronzoni 68’ | Marcatori |  |

| Arbitro: | Marchetti (Milano) |

|             |           |              |
| Verderi 25’ | Marcatori | 85’ Bronzoni |

| Arbitro: | Campanati (Milano) |

|             |           |  |
| Bronzoni 7’ | Marcatori |  |

| Arbitro: | Fortina (Novara) |

|             |           |            |
| Bicicli 77’ | Marcatori | 3’ Martini |

| Arbitro: | Savio (Torino) |

|  |           |             |
|  | Marcatori | 7’ Azzarini |

| Arbitro: | Orlandini (Roma) |

|                       |           |  |
| Bottoni 39’, 51’, 68’ | Marcatori |  |

| Arbitro: | Mestron (Udine) |

|              |           |  |
| Bronzoni 11’ | Marcatori |  |

| Arbitro: | Parpaiola (Padova) |

|  |           |                        |
|  | Marcatori | 43’ Sozzi 88’ Bronzoni |

| Rovereto 29 aprile 1951 32ª giornata | Rovereto        | 0 – 0 | Parma | Stadio Quercia\| Arbitro: \| Perego (Milano) \| |
| Arbitro:                             | Perego (Milano) |       |       |                                                 |

| Arbitro: | Rivellini (Genova) |

|             |           |  |
| Monardi 28’ | Marcatori |  |

| Arbitro: | Tosi (Lodi) |

|  |           |             |
|  | Marcatori | 48’ Marconi |

| Arbitro: | Michieletto (Mestre) |

|  |           |                |
|  | Marcatori | 52’ Marinovich |

| Arbitro: | Campanati (Milano) |

|                               |           |                                |
| Sassi 45’ (aut.) Vecchiet 88’ | Marcatori | 4’ (aut.) Molinari 86’ Marconi |

| Arbitro: | Massobrio (Casale Monferrato) |

|                                             |           |          |
| Marconi 14’ Monardi 17’ (rig.) Bronzoni 22’ | Marcatori | 46’ Saro |

| Arbitro: | Stevano (Vercelli) |

|                       |           |  |
| Sassi 49’ Marconi 59’ | Marcatori |  |

## Statistiche

### Statistiche dei giocatori
| Giocatore     | Serie C  | Serie C |
| Giocatore     | Presenze | Reti    |
| ------------- | -------- | ------- |
| R. Aliani     | 5        | 1       |
| B. Armanini   | 20       | 0       |
| F. Berruti    | 28       | 2       |
| L. Bolzoni    | 16       | 2       |
| E. Bonzagni   | 37       | 0       |
| W. Bronzoni   | 37       | 20      |
| G. Busani     | 31       | -20     |
| A. Carnevali  | 1        | 0       |
| I. Cocconi    | 23       | 0       |
| J. Fuzer      | 13       | 3       |
| G. Grisenti   | 8        | 0       |
| G. Giubellini | 1        | 0       |
| L. Lorini     | 18       | 0       |
| G. Manfrinato | 18       | 0       |
| G. Marconi    | 18       | 3       |
| R. Martini    | 30       | 9       |
| U. Maestri    | 5        | 0       |
| G. Molinari   | 2        | 0       |
| A. Monardi    | 9        | 4       |
| M. Mori       | 7        | -12     |
| R. Sassi      | 32       | 1       |
| D. Sozzi      | 30       | 8       |
| R. Taucar     | 28       | 0       |
| M. Zecca      | 1        | 0       |